# Jacinta De Roeck
Hyacinta Jeanne Valerie Irma (Jacinta) De Roeck, née le 31 juillet 1956 à Saint-Trond est une femme politique belge flamande, membre du Sp.a et ancienne membre d'AGALEV.
Elle est agrégée de l’enseignement secondaire inférieur (français, histoire et religion) et
enseignante en congé politique. 
A Borgloon, elle est membre du groupe de travail Drugpreventie (depuis 1994), du CA du Centre culturel Panishof (1994-1997).  
Depuis 1997, elle est membre du Limburgse Vrouwenraad.

## Fonctions politiques
- 1997-2000 : conseillère communale à Borgloon
- 1999-2003 : sénatrice élue directe pour AGALEV
  - présidente du groupe de travail interparlementaire pour le Quart-Monde (2000-2004)
- 2003-2007 : sénatrice cooptée 
  - coprésidente du groupe de travail interparlementaire pour le Quart-Monde (2004-2007)